# Végső cél: az ismeretlen
A Végső cél: az ismeretlen (eredeti cím: Approaching the Unknown) 2016-ban bemutatott amerikai sci-fi filmdráma, amelyet elsőfilmes rendezőként Mark Elijah Rosenberg írt és rendezett. A főbb szerepekben Mark Strong, Luke Wilson és Sanaa Lathan látható. 
Az Amerikai Egyesült Államokban 2016. június 3-án jelent meg a Vertical Entertainment forgalmazásában. Magyarország az HBO mutatta be 2016. november 11-én.

## Cselekmény
William D. Stanaforth biológus kifejlesztett egy eszközt, amellyel a hagyományos talajból vizet és oxigént tud előállítani. A NASA őt választotta ki, hogy ő legyen az első űrhajós, aki a Marsra repül. Az utazás a tervek szerint 270 napig tart majd. Visszatérést nem terveznek: a berendezéseket korábban egy pilóta nélküli küldetés biztosította a bolygón. Készülékeivel együtt a bolygó későbbi kolonizációjának alapjait hivatott előkészíteni.
Kezdetben az utazás problémamentesen halad. Fokozatosan azonban számos technikai probléma merül fel. A gép meghibásodik, és Stanaforth nem tudja tartósan megjavítani. Ez a kudarc és a magány annyira megviseli, hogy öngyilkosságot fontolgat. Eleinte képes leplezni ezeket a problémákat. Amikor a kapszula kommunikátora tudomást szerez erről, utasítást kap, hogy szakítsa meg az utazást, és térjen vissza a Földre.
Stanaforth figyelmen kívül hagyja ezt a parancsot, és végül nagy erőfeszítések árán sikerül elérnie a Marsot. Az utolsó jelenetben a bolygó felszínén áll, és azt mondja: „Itt még soha semmi sem élt. Még csak meg sem halt itt semmi. Talán én örökké itt fogok élni.”

## Szereplők
| Szereplő                       | Színész              | Magyar hang      |
| ------------------------------ | -------------------- | ---------------- |
| William D. Stanaforth kapitány | Mark Strong          | Király Attila    |
| Louis Skinner (Skinny)         | Luke Wilson          | Simon Kornél     |
| Emily Maddox kapitány          | Sanaa Lathan         | Bánfalvi Eszter  |
| Frank Worsely kapitány         | Charles Baker        | Gémes Antos      |
| Greenstreet                    | Anders Danielsen Lie | Kovács Krisztián |

### Magyar változat
- Főcím: Bozai József
- Magyar szöveg: Monory Csaba
- Hangmérnök: Illés Gergely
- Vágó: Kajdácsi Brigitta
- Gyártásvezető: Kablay Luca
- Szinkronrendező: Báthory Orsolya

A szinkront a Mafilm Audio Kft. készítette el.

## Bemutató
2016 áprilisában a Vertical Entertainment megszerezte a film amerikai forgalmazási jogait, míg a Paramount Home Media Distribution az amerikai otthoni médiaforgalmazási és Video on Demand jogokat, valamint Japánon, Koreán, Tajvanon, Közel-Keleten és Dél-Afrikán kívüli világszintű forgalmazási jogokat. A filmet 2016. június 3-án mutatták be a mozikban.

## Fogadtatás
A film általánosságban vegyes visszajelzéseket kapott a kritikusoktól. A Rotten Tomatoes weboldalon 43%-os értékelést kapott 21 kritika alapján, az átlagos értékelése 5 pont a 10-ből. A Metacritic oldalán 100-ból 53 pontot kapott (13 kritika alapján), ami „vegyes vagy átlagos értékelést” jelent.
A vegyes reakciók ellenére Strong alakítását dicsérték, Ben Kenigsberg a The New York Times-tól így nyilatkozott: „Ha a Végső cél: az ismeretlen nem is teljesen kielégítő, Strong úr magasra tör egy olyan ember kibontakozásának ábrázolásával, aki azt hiszi, hogy a túlélés mérnöki munka kérdése.”